# Clubiona hwanghakensis
Clubiona hwanghakensis là một loài nhện trong họ Clubionidae.
Loài này thuộc chi Clubiona. Clubiona hwanghakensis được Kap Yong Paik miêu tả năm 1990.